# Henoticus brunneus
Henoticus brunneus is een keversoort uit de familie harige schimmelkevers (Cryptophagidae). De wetenschappelijke naam van de soort werd in 1963 gepubliceerd door Nils Bruce.